# Georg von Stülpnagel
Georg Karl Leonhard Ludwig August von Stülpnagel (né le 27 septembre 1785 à Pasewalk et mort le 16 décembre 1862 dans la même ville) est un lieutenant général prussien et plus récemment commandant de la 2e division d'infanterie.

## Biographie

### Origine
Georg von Stülpnagel est né le fils d'Otto Wilhelm von Stülpnagel (né le 1er janvier 1758 et mort le 9 février 1794) et son épouse Auguste Amalie Albertine Charlotte von Eichstedt (de) (né le 2 octobre 1762 et mort le 21 décembre 1809) de la maison Rothen Clempenow. Son père est un capitaine du 5e régiment de dragons.

### Carrière
Le 1er mars 1797, il devient junker standard dans le 2e régiment de cuirassiers, où il devient cornette le 11 octobre 1800, et second lieutenant le 21 janvier 1802. Pendant la guerre de la quatrième coalition, il combat dans la bataille d'Iéna et les batailles de Weißensee, Nordhausen, Nassentin, Triwitz, Gardebursch et Lychen. Lors de la reddition de Ratkau, il est fait prisonnier de guerre, ce dont il ne sera libéré qu'en 1808.
Le 13 octobre 1809, il est intégré au régiment de cuirassiers de Brandebourg en tant que second lieutenant, et le 3 décembre 1810, au 3e régiment d'uhlans (pl). Lors de l'invasion de la Russie par Napoléon en 1812, il combat dans les batailles de la Moskova, Winkowo, Maloïaroslavets, sur la Bérézina et les batailles de Schirokipol, Dagilischky, Swenziany, Vitebsk, Schleska, Viazma, de Moscou et de Woronowo. Déjà le 18 octobre 1812, il reçoit l'ordre Pour le Mérite et pour la campagne de 1812 il reçoit l'Ordre de la Légion d'honneur. De plus, le 10 novembre 1812, il devient premier-Lieutenant et le 15 mars 1813, maître d'état-major. Il combat dans les batailles de Bautzen, sur le Katzbach, Leipzig, Ligny, Waterloo ainsi que les batailles de Liegnitz, Goldberg, Lauterseifen, Löwenberg, Hochkirch, Reichenbach, Bischofswerda, Gera, Wartenburg, Schkeuditz, Freyburg l'Unstrut, Fleurus et La Fere. Le 29 mars 1815, il est nommé Rittmeister et chef d'escadron. Il obtient également obtenu la croix de fer de 2e classe à Leipzig et la croix de fer de 1re classe à Ligny.
Après la guerre, il est transféré au 1er escadron de la Garde de la Landwehr le 7 juin 1816, mais le 18 juin 1816, il rejoint l'escadron lituanien de la Garde de la Landwehr. Le 14 avril 1819, il rejoint le 1er régiment de la Garde de la Landwehr. Le 26 mai 1820, il devient major et officier d'état-major régulier dans le 1er régiment d'uhlans de la Garde, auquel il reçoit la croix de service le 18 juin 1825, et le 18 janvier 1828, il est alors admis dans l'Ordre de Saint-Jean. Mais le 30 mars 1833, il devient commandant par intérim dans le 2e régiment de cuirassiers, le 30 mars 1834 il devient commandant du régiment (de); pour cela il reçoit l'ordre de l'Aigle rouge de 4e classe le 10 septembre 1834. Le 30 mars 1835, il est nommé lieutenant-colonel avec un brevet  du 10 avril 1835, il reçoit en outre l'ordre de l'Aigle rouge de 3e classe avec ruban le 18 janvier 1836 ainsi que la promotion au grade de colonel le 30 mars 1837. Il reçoit également une prime de 500 talers le 26 février 1838. Le 7 avril 1842, il rejoint la 5e brigade de cavalerie en tant que commandant, mais déjà le 26 avril 1842, il agrège le 2e régiment de cuirassiers. Le 22 mars 1842, il est nommé major général, et le 17 septembre 1843, il reçoit l'ordre de l'Aigle rouge de 2e classe avec feuilles de chêne. Le 25 juillet 1848, il rejoint la 3e division d'infanterie en tant que commandant, à laquelle il est promu lieutenant général le 8 mai 1849, et reçoit l'étoile de l'ordre de l'Aigle rouge de 2e classe avec feuilles de chêne pour célébrer son 50e anniversaire de service. Mais le 22 septembre 1849, il rejoint rejoint la 2e division d'infanterie en tant que commandant.
Il est mis à la retraite avec pension le 21 janvier 1854 et reçoit à ce titre l'Ordre de l'Aigle rouge de 1re classe avec feuilles de chêne le 26 janvier 1854 et le 9 janvier 1862, la couronne au Pour le Mérite. Il décède peu de temps après, le 16 décembre 1862, à Pasewalk.

### Famille
Il se marie le 15 novembre 1808 à Schmagerow (aujourd'hui partie de Ramin) avec Auguste Henriette Antoinette Charlotte von Ramin (1786-1862), la fille de Bogislav von Ramin et Albertine von Gloeden (de). Le couple a plusieurs enfants:
- Rudolf Albert Hofen Spes Hermann Leonidas Rodrigo Alwin Achill Hugo Alcibiade Solon (1809-1873), major du régiment des Gardes du Corps
- Hulda (1812-1888)
- Benno Fedor Volkmar (1815-1864), seigneur de Lindhorst, major marié avec en 1842 avec Blanka von Stülpnagel (1823-1864)
- Ulrich Walther Bodo Gebhard Wolf (1817-1865), major du 6e régiment de grenadiers marié en 1852 avec Luise Marie Antonie Zimmermann (1819-1892), divorcée d'Albert von Puttkamer
- Konrad Sieglieb (1819-1820)